# Warren Oates
Warren Mercer Oates (Depoy (Kentucky), 5 juli 1928 – Los Angeles, 3 april 1982) was een Amerikaans acteur. Hij werkte tijdens zijn carrière een paar keer samen met regisseur Sam Peckinpah. Oates werd vooral bekend door mee te spelen in verschillende cultfilms uit de jaren zeventig.

## Biografie
Warren Oates werd geboren in Depoy in de Amerikaanse staat Kentucky. Hij was de zoon van Sarah Alice Mercer en Bayless E. Oates. Hij ging in Louisville naar school en sloot zich in de jaren vijftig aan bij de Marines. In New York leerde hij acteren. Zijn eerste rol was in de televisieserie The United States Steel Hour uit 1956.
Na verscheidene rollen in televisieseries versierde hij in 1959 voor het eerst een filmrol. Een jaar later werkte hij voor het eerst samen met Peckinpah, die toen de televisieserie The Westerner maakte. In 1962 en 1965 speelde hij mee in respectievelijk Ride the High Country en Major Dundee, twee films van Peckinpah.
In de jaren zestig speelde hij enkele gastrollen in bekende televisieseries zoals The Twilight Zone, The Outer Limits en Lost in Space.
In 1969 speelde hij Lyle Gorch in de bekende western The Wild Bunch van Peckinpah, die niet de enige bekende regisseur was waarmee Oates samenwerkte. Hij werkte met o.a. Norman Jewison aan In the Heat of the Night (1967), met Joseph L. Mankiewicz aan There Was a Crooked Man... (1970), met John Milius aan Dillinger (1973), met Terrence Malick aan Badlands (1973) en in 1979 met Steven Spielberg aan de film 1941.
In 1974 werkte hij opnieuw samen met Peckinpah. Ditmaal verscheen hij in de film Bring Me the Head of Alfredo Garcia. De actievolle misdaadfilm werd een echte cultklassieker. In 1981 acteerde hij in Kentucky, de staat waar hij geboren werd, aan de zijde van Bill Murray in de film Stripes. De film werd een groot succes.
In zijn laatste rol speelde hij Captain Jack Braddock in de film Blue Thunder.
Door zijn samenwerking met cultregisseurs zoals Peckinpah en omdat hij in verscheidene B-films had meegespeeld, werd Oates na zijn carrière door onder meer Quentin Tarantino en Richard Linklater bejubeld.
Op 3 april 1982 stierf hij aan de gevolgen van een hartinfarct.
- Bibsys: 99070909
- Biblioteca Nacional de España: XX1448089
- Bibliothèque nationale de France: cb13898056c (data)
- Catàleg d'autoritats de noms i títols de Catalunya: 981058509160506706
- Gemeinsame Normdatei: 138672091
- International Standard Name Identifier: 0000 0000 6301 2421
- Library of Congress Control Number: n86138336
- MusicBrainz: f722c87c-56a4-4f77-a185-8610541853d2
- Nationale Bibliotheek van Tsjechië: xx0175133
- Nationale Bibliotheek van Israël: 987007449974805171
- Nederlandse Thesaurus van Auteursnamen: 073129003
- SNAC: w6m934vh
- Système universitaire de documentation: 074709151
- Virtual International Authority File: 2657196
- WorldCat: E39PBJptXdFJPYtHW864DBm8G3